# Agrostis gracililaxa
Agrostis gracililaxa é uma espécie de gramínea do gênero Agrostis, pertencente à família Poaceae.
Encontra-se estritamente protegida por legislação da Comunidade Europeia, nomeadamente pelo Anexo I da Convenção sobre a Vida Selvagem e os Habitats Naturais na Europa.